# Super FX

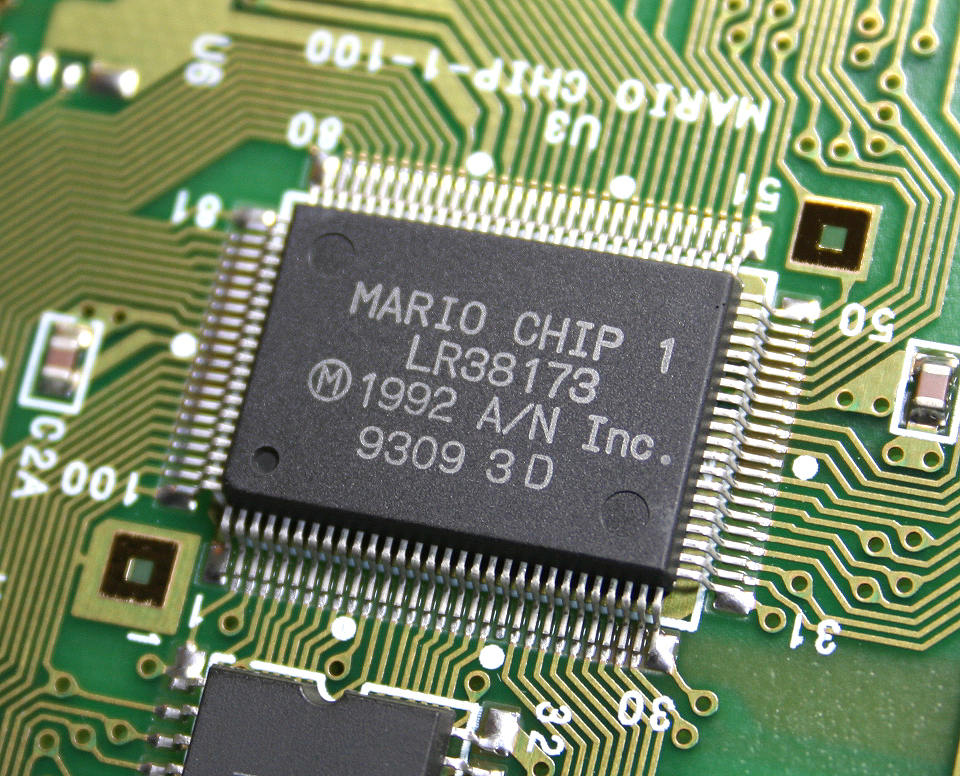
Il microchip del Super FX

Super FX fu un coprocessore matematico della Graphics Support Unit per il render in 2D o 3D, aggiunto ad alcune cartucce di videogiochi per Super Nintendo. 
Il microchip fu sviluppato nel 1993 da Nintendo e Argonaut Games.

## Descrizione
Durante lo sviluppo, il Super FX è stato chiamato "Super Mario FX" e "MARIO", acronimo di "Mathematical, Argonaut, Rotation, Input/Output". La scritta "MARIO" è stata stampata anche durante la produzione del chip. Con l'uscita di Star Fox nel 1993, il Super FX è diventato il processore basato su architettura RISC più venduto a quel tempo.
Il chip è stato usato per il render di poligoni 3D e per aiutare lo SNES nel render di effetti 2D avanzati. Questo processore RISC è solitamente programmato come chip di accelerazione grafica che disegna poligoni in un frame buffer della RAM adiacente. Le informazioni nel buffer sono periodicamente trasferite alla memoria video principale dentro la console usando il DMA per mostrarle sul televisore.
Star Fox usa il chip solamente per il render dei poligoni. I poligoni di Star Fox sono solo centinaia, mentre un gioco moderno ne usa milioni. Star Fox usa una grafica bitmap scalata per i laser, gli asteroidi e altri ostacoli, ma altri oggetti come le navi sono renderizzate con i poligoni. Super Mario World 2: Yoshi's Island usa il chip per effetti grafici avanzati come ingrandire e allungare alcuni sprite dei boss.
La prima versione del chip, chiamata "Super FX", è tarata con un segnale di 21,4 MHz, ma una taratura interna dimezza la velocità a 10,7 MHz. Dopo il design sarà revisionato per diventare il Super FX GSU (Graphics Support Unit); questa versione, a differenza della prima revisione del chip, è tarata a 21 MHz.
Tutte le versioni del chip Super FX sono completamente compatibili a livello di istruzioni. Le differenze si trovano in come sono confezionate, nella loro piedinatura e nella loro taratura interna. Il risultato è che nel Super FX 2 sono disponibili più pin esterni, che permettono un accesso a maggiori quantità di ROM e RAM esterne.
Le cartucce che contengono un Super FX hanno più contatti nel fondo collegati a degli extra slot nella porta cartucce, che di solito non vengono altrimenti usati. Quindi i giochi con il chip Super FX non possono essere inseriti in adattatori di cartucce apparsi prima dell'uscita del Super FX. Questi includono i dispositivi per i trucchi, come il Game Genie.
Dati i grandi costi di lavorazione e i lunghi momenti di sviluppo, sono stati fatti pochissimi giochi basati sul Super FX rispetto al resto del parco titoli SNES. A causa di questi costi maggiori, i giochi del Super FX sono stati spesso venduti a un prezzo consigliato più elevato rispetto agli altri giochi SNES.

## Videogiochi
Super FX
- Dirt Racer[5]
- Dirt Trax FX[6]
- Star Fox
- Stunt Race FX[7]
- Vortex[8]

Super FX 2
- Doom[9]
- Super Mario World 2: Yoshi's Island
- Winter Gold